# چونگ وون-شیک
چونگ وون-شیک (انگلیسی: Chung Won-shik؛ زادهٔ ۵ اوت ۱۹۲۸ – درگذشتهٔ ۱۲ آوریل ۲۰۲۰) یک سیاست‌مدار اهل کره جنوبی بود. وی از ۲۴ مه ۱۹۹۱ تا ۸ اکتبر ۱۹۹۲ نخست‌وزیر این کشور بود.
چونگ وون-شیک در ۱۲ آوریل ۲۰۲۰، در سن ۹۱ سالگی بر اثر بیماری کلیوی درگذشت.